# Krasnapolcy
Krasnapolcy (biał. Краснапольцы; ros. Краснопольцы, Krasnopolcy; hist.: biał. Аме́рыка, Amieryka; ros. Америка, Amierika) – wieś na Białorusi, w obwodzie witebskim, w rejonie orszańskim, w sielsowiecie Zubawa. 